# Tour Carpe Diem
La Tour Carpe Diem es un rascacielos de 166 metros ubicado en el distrito financiero de La Défense, cerca de París en Francia. Completado en 2013, se encuentra en el municipio de Courbevoie y su uso es de oficinas.

## Premios
El edificio fue nominado al premio Architizer en 2015 y quedó finalista del premio «2015 Urban Habitat» concedido por el CTBUH por su notable contribución al entorno urbano.